# Bagienna (Czernichów)
Bagienna – część wsi Czernichów w Polsce położona w województwie małopolskim, w powiecie krakowskim, w gminie Czernichów.
W latach 1975–1998 Bagienna należała administracyjnie do województwa krakowskiego.